# 光聖
光聖（こうせい）は、大義寧の楊干真の時代に使用されたとされる元号。
使用年代不明。

## 概要
李家瑞は、光聖は興聖の誤記との考証を発表している。『滇雲歴年記』などの史書でも光聖を興聖と表記した例もあり、李崇智も興聖の誤記であるとしている。
しかし、李兆洛の『紀元編』では光聖を克聖とも称すものであるとし、この元号の存在を謳っている。
他に『雲南志略』では「干真国号義寧，改元曰光聖，曰皇興，曰大明，曰鼎新，曰建国，凡九年。」とする異説も提出されている。